# Finances de les Comunitats Autònomes
Les finances de les comunitats autònomes han sigut objecte d'estudi especialment a partir de la situació estable de les competències transferides a les Comunitats Autònomes, destacant la competència en matèria de finances. La responsabilitat d'aquests recau especialment en les pròpies Comunitats Autònomes. Les comunitats autònomes compten amb la capacitat d'establir els seus pressupostos de manera independent dels poders de l'estat central (Pressupostos de les Comunitats Autònomes).
El marc legal és establit a la Llei Orgànica 8/1980, de 22 de setembre, de Finançament de les Comunitats Autònomes (LOFCA) i els estatuts d'autonomia. La Constitució espanyola reconeix la capacitat d'endeutar-se de les comunitats autònomes. L'article 157 enumera els possibles recursos financers sense precisar el règim ni la coordinació respecte els ingressos de l'estat central.

## Història
La principal font d'ingressos de les comunitats autònomes foren inicialment les transferències fetes en els Pressupostos Generals de l'Estat. Amb el temps, l'estat central cedí totalment o parcialment els seus tributs.
El traspassament de les competències a les comunitats autònomes va ser un procés que es consolidà durant la primera dècada del segle xxi, quan l'endeutament autonòmic i el seu accés als mercats de crèdits començà a ser una preocupació en l'àmbit de les finances autonòmiques. La generalitzación de les competències en matèria educativa i sanitària més la crisi financera espanyola iniciada el 2008, l'endeutament autonòmic va resultar un problema notori. La reforma de l'article 135 de la Constitució espanyola de 1978 es va fer sense buscar el consens amb les autoritats regionals.
El control de l'endeutament autonòmic fou iniciat amb la LOFCA: limitacions del deute a curt i llarg termini, establí un "règim d'autoritzacions per a emissions, apel·lacions al crèdit públic i endeutament en divises" i obligà a coordinar les operacions de crèdits autonòmiques entre elles i amb la política d'endeutament estatal al Consell de Política Fiscal i Financera.
L'exercici de coordinació va ser iniciat amb l'acord sobre el sistema de finançament autonòmic per a 1992-1995, que produí els Escenaris de Consolidació Pressupostària. Aquests tenien defectes al nivell del disseny i malgrat això va obtindre resultats positius. Solament el 2009 es tornà a fer aquest exercici en plena recessió econòmica.
La Llei d'Estabilitat Pressupostària de 2012 establí límits al dèficit i el deute de les comunitats autònomes. Aquests límits poden implicar la intervenció estatal en els termes establits en l'article 155 de la Constitució.

## Ingressos
Els ingressos poden vindre de les transferències fetes als Pressupostos Generals de l'Estat, tributs propis, recàrrecs sobre els tributs estatals, el Fons de Compensació Interterritorial i els tributs estatals cedits. En el segon cas, l'estat estableix els tributs i les comunitats autònomes obtenen els ingressos obtinguts a través d'aquests.